# 海野十三
海野 十三（うんの じゅうざ）、1897年（明治30年）12月26日 - 1949年（昭和24年）5月17日）は、日本の小説家、SF作家、推理作家、漫画家、科学解説家。「日本SFの始祖の一人」と呼ばれる。本名は佐野 昌一（さの しょういち）。

## 来歴
徳島市徳島本町に生まれ、幼少期は安宅町の祖父の家で育つ。徳島市立福島小学校3年生の時、神戸に移住。神戸一中（現兵庫県立神戸高等学校）を卒業後、早稲田大学理工科で電気工学を専攻。逓信省電務局電気試験所に勤務しながら、機関紙などに短編探偵小説を発表。
1928年（昭和3年）、雑誌『新青年』から依頼を受け、探偵小説「電気風呂の怪死事件」を発表して本格的文壇デビュー。
1934年（昭和9年）3月16日、警視庁による麻雀賭博の一斉手入れにより、常習犯と見なされていた菊池寛を始めとした文士、映画俳優、実業家らと共に検挙されるが、立件はされなかった。
1930年代にはミリタリーSFや金博士シリーズなどの軍国もの小説などを執筆。1941年（昭和16年）10月、海軍従軍作家として徴用令状が届き、1942年（昭和17年）2月11日から3月28日まで当時南方ラバウル方面で活動していた青葉型重巡洋艦「青葉」に乗艦する。徴兵検査で第二乙種となり不合格だった海野は、軍艦に乗艦したことに感激。2月21日の妻への手紙に、極めて強い印象を受けたことを記している。健康を害し、4月30日帰国。その後、敗戦に大きな衝撃を受ける。
1946年（昭和21年）2月の友人小栗虫太郎の死が追い打ちをかけ、戦後を失意の内に過ごす。健康を害し、この時期しきりに喀血する。
戦中、大日本赤誠会の文化委員に名を連ねていたことから「極端な国家主義的団体」の関係者として1947年（昭和22年）2月に公職追放の仮指定をうける。異議申し立てが中央公職適否審査委員会の審査で認められ、翌1948年（昭和23年）4月に仮指定を解除される。
1949年（昭和24年）5月17日、結核のため東京都世田谷区の自宅で死去。墓所は多磨霊園（4区1種25側）。

## 人物
本名の佐野 昌一（さの しょういち）名義で専門である電気関係の解説書、趣味であった虫食い算や覆面算の入門書を執筆している。丘 丘十郎（おか おかじゅうろう、もしくは、おか きゅうじゅうろう）名義で科学小説を執筆していたほか、終戦直後は戦争責任を自ら取るという意味で海野十三名義の使用を一時取りやめ、丘名義で探偵小説を執筆している。また蜆 貝介（しじみ かいすけ）、栗戸 利休（くりと りきゅう）名義で科学雑誌に科学解説記事を、京 人生（きょう じんせい）名義で野球などの漫画を発表しているほか、川柳号の海十斎号で俳句や川柳を発表している。
ペンネームの由来として、十三は麻雀が大好きゆえに「麻雀は運が十」という考えから、「運が十さ」をもじって「海野十三」としたと伝えられている。しかし、問われるたびに違った答えを話したため、今なお混乱がある。また、なぜ丘名義を使うのかと聞かれた際には「オカオカしてたもんで…」と答えたと伝えられている。
シャーロック・ホームズをもじって名付けられたとされる帆村荘六を探偵役とする探偵小説の連作でも知られているが、これらの作品もSF的なアイディアを用いた、いわゆるSFミステリに位置づけられるものである。
家は代々、阿波徳島の御典医だった。1940年ごろ、『新青年』で「現代の英雄10人を挙げよ」とのアンケートがあり、十三は1から10までアドルフ・ヒトラーを挙げている。敗戦直後、十三は一家自決するつもりで、遺書まで用意していた。延原謙とは早稲田大学電気工学科の先輩後輩で、通信省電気試験所でも十三は延原の後輩だった。

### 十三と横溝正史
十三が『新青年』編集者だった横溝正史と知り合ったのは昭和2、3年頃のことで、当時電気試験所勤めだった十三は本名の「佐野昌一」名義で短編探偵小説を発表しており、これを気に入った横溝が、延原謙に頼んで延原の家で紹介してもらってのことだった。さっそく原稿を依頼して書き上げられたのが、『電気風呂の怪死事件』だった。
この『電気風呂の怪死事件』が校了となり、目次を書く段になって編集者仲間だった渡辺温から、「ええと、電気風呂の作者は誰でしたっけ」と聞かれた横溝は、言下に「佐野昌一だよ」と答えてしまった。ところが十三自身はこの作品で初めて「海野十三」という筆名を用いていたのである。このため、初出版では本文では「海野十三」、目次では「佐野昌一」と、書籍内で作者の名前が2つになってしまった。
もともと十三の勤め先は内職にうるさい役所ということで、そのための筆名だったという事情があった。横溝いわく、「私のミステークのためにその苦心も水の泡」というわけで「佐野昌一はけしからん」と役所ではかなり問題になったともいい、後には「相手が海野十三のような温厚な君子だったからよかったようなものの、そうでなかったら私は、こっぴどく怨まれたことだろう」とこの失敗を述懐している。もっとも佐野本人（海野本人？）は、昭和10年代にはそのような状況を楽しんでいたようだと、「名士訪問記 ――佐野昌一氏訪問記――」からはうかがえる。なお、佐野名義での電子工学関係の執筆物もいくつかある。
十三は昭和7、8年頃、麻雀の会を持っており、この会には十三のほかに大下宇陀児、延原謙、水谷準、乾信一郎、横溝らがいた。横溝によると、十三が『新青年』で売り出したのは横溝の他雑誌への転出後だったので、戦前はそれほど深い交わりもなく、「十三が温厚で誠実、思いやりの深い人柄と知っていても、それほど深いつきあいとしては発展していなかった」という。それにもかかわらず、1933年（昭和8年）に横溝が大喀血した際にはわざわざ見舞いに来てくれたという。恐縮した横溝はそのとき、十三に喀血の前歴があることを知ったという。
1946年（昭和21年）、岡山の片田舎に疎開したきりだった横溝は、ひとづてに所を聞いたからと十三から突然手紙をもらい、ここから両者に日文、夜文が始まった。両者は戦争のことには一切触れず、互いに労わり合っていたという。1948年の春、横溝は息子が東京に進学したにもかかわらず、岡山に疎開したまま帰るに家なしで途方に暮れていたが、東京の学校に入った息子が十三のところへ挨拶に行ったところ、「お父さんに家を買うようすすめなさい」と、タンス貯金の何十万という札束を積んでくれた。まだ土地が安かった時代でもあり、この金のおかげで、横溝は成城に家を買うことができた。十三はその翌年に大喀血して急逝したが、多磨霊園の彼の墓には石碑もなく、横溝は「私に用立てる金はあっても、自分の石碑にまで手が回らなかったのだろう」と十三を偲んでいる。横溝はこれを後々まで恩に感じ、十三の遺児とも親しくしている。
これ以外に海野が死亡した際、遺作の一つになった連載中作品『少年探偵長』の残りを横溝が「海野が生前に最後まで書いていて、これを小出しにしている。」という事にして海野名義で執筆した（横溝代筆が明かされたのは1992年出版の三一書房『海野十三全集』第１３巻解説より）が、文体などをうまく合わせため、どこからが横溝正史の筆なのかはっきりしていない。なお、これ以外の海野の連載中だった作品も『未来少年』は高木彬光、『美しき鬼』は島田一男が残りを書き上げたという。

### 文学碑
徳島市の徳島中央公園には「海野十三文学碑」が建てられている（徳島中央公園にある文学碑は二代目）。
文学碑（初代）
初代の文学碑は阿波掃苔会、四国文学会、日本探偵作家クラブなどにより、1962年5月17日に設置されたもので碑文は江戸川乱歩によるものである。除幕式には木々高太郎らが出席
江戸川乱歩による碑文に加えて、十三の以下の言葉が刻まれている。
「全人類は科学の恩恵に浴しつつも、同時にまた科学恐怖の夢に脅かされている。恩恵と迫害との二つの面を持つ科学、神と悪魔との反対面を兼ね備えている科学に、われわれはとりつかれている。かくのごとき科学時代に、科学小説がなくていいであろうか」
1993年の新しい文学碑の完成により、初代の碑は神戸移住前の住居や母校の福島小学校に近い渭東コミュニティセンター前に移築されている。
文学碑（二代目）
徳島中央公園にある文学碑は二代目のもので、彫刻家・河崎良行によるステンレス製のオブジェをのせた石碑であり、1993年7月に顕彰グループ「海野十三の会」により建立された。江戸川乱歩による碑文等は新しい文学碑にも刻まれている。

## 著書

### 単著
- 『防空小説 爆撃下の帝都（空襲葬送曲）』博文館、1932年12月。全国書誌番号:47016477。
- 『爬虫館事件』春陽堂〈日本小説文庫 266〉、1933年4月。 NCID BB09827207。全国書誌番号:21313109。
- 『赤外線男』春陽堂〈日本小説文庫 307〉、1933年6月。 NCID BB09833902。全国書誌番号:21313125。
- 『探偵小説集 俘囚』黒白書房、1935年。全国書誌番号:47018697。
- 『海野十三短篇集 火葬国風景』春秋社、1935年。全国書誌番号:47038315。
- 『棺桶の花嫁・恐怖の口笛 他4編』アトリエ社〈新鋭大衆小説全集 第10巻〉、1937年。全国書誌番号:46058846。
- 『軍人小説集 東京要塞』ラヂオ科学社、1938年4月。全国書誌番号:21495845。
- 『軍人小説集 東京空爆』ラヂオ科学社、1938年9月。全国書誌番号:46065515。
- 『蠅男』ラヂオ科学社、1938年。全国書誌番号:46070488。
- 『浮かぶ飛行島』大日本雄弁会講談社、1939年1月。 NCID BB05837752。全国書誌番号:20536022。
  - 『浮かぶ飛行島』講談社〈愛蔵復刻版少年倶楽部名作全集〉、1970年5月。 NCID BN09926633。全国書誌番号:75001574。
- 『科学小説 太平洋雷撃戦隊』興亜書房、1939年6月。 NCID BA71883358。
- 『海底大陸』誠文堂新光社、1939年7月。 NCID BA66873661。全国書誌番号:23036920。
- 『科学冒険小説 怪塔王』梁川剛一装幀・挿絵、春陽堂、1939年8月。全国書誌番号:45017866。
- 『おはなし電気学』科学知識普及会、1939年10月。 NCID BA54446867。
  - 『おはなし電気学 テレビジョン入門』林髞改補（改補版）、明治書院、1953年5月。 NCID BA30082540。全国書誌番号:53004311。
- 『太平洋魔城』大日本雄弁会講談社、1939年11月。全国書誌番号:20504577。
- 『人間灰』春陽堂文庫出版〈春陽堂文庫 260〉、1940年10月。全国書誌番号:44062851。
- 『大空魔艦』偕成社、1940年10月。全国書誌番号:21716343。
- 『魔の極東航路』偕成社、1940年11月。 NCID BA53503874。全国書誌番号:20504563。
- 『荒鷲は死なず』ラヂオ科学社、1941年1月。全国書誌番号:84090515。
- 『青い兵隊蜂』博文館〈少国民文芸叢書〉、1941年4月。 NCID BA53999554。
- 『愛国防空小説 空襲警報』博文館〈小国民文芸叢書〉、1941年4月。 NCID BA69291618。全国書誌番号:84090282。
- 『パナマ、影に怖びゆ』興亜文化協会、1941年4月。全国書誌番号:44014185。
- 『少年科学小説 火星兵団』 前篇、東京日日新聞社〈少国民文庫 1〉、1941年4月。 NCID BA86768116。
- 『少年科学小説 火星兵団』 後篇、東京日日新聞社〈少国民文庫 1〉、1941年5月。 NCID BA65896388。全国書誌番号:46035856。
- 『第五列の兵器庫』ラヂオ科学社、1941年5月。 NCID BA72061445。
- 『米機来らば』金星堂、1941年6月。 NCID BA67855563。
- 『爆薬花篭』状年社、1941年8月。 NCID BA67821186。
- 『科学冒険地球要塞』偕成社、1941年。全国書誌番号:46035747。
- 『機械化小説 未来の地下戦車長』山海堂、1941年。全国書誌番号:45017873。
- 『怪塔王』春陽堂書店、1942年1月。 NCID BA71502818。
- 『英本土上陸戦の前夜』博文館、1942年2月。全国書誌番号:46032003。
- 『民族凱旋曲』蒼生社、1942年2月。全国書誌番号:21370279。
- 『僕らのラジオ』誠文堂新光社、1942年8月。
  - 『僕らのラジオ』（2版）誠文堂新光社、1947年3月。全国書誌番号:44063821。
- 『ペンで征く』日本放送出版協会、1942年12月。 NCID BA45178075。全国書誌番号:46028720。
- 『赤道南下』大日本雄弁会講談社、1942年12月。 NCID BA5922726X。全国書誌番号:20539866。
- 『愛国軍事小説 撃滅』春陽堂書店、1943年1月。 NCID BA64109535。
- 『南の凱歌』大都書房、1943年5月。 NCID BA69738946。
- 『軍艦旗の下に』偕成社、1943年11月。 NCID BN12786452。
- 『栗水兵戦記』大日本雄弁会講談社、1944年8月。全国書誌番号:20537023。
- 『パプア』吉岡専造撮影、北光書房、1944年11月。 NCID BN08367387。全国書誌番号:46007877。
- 『科学小説 ヒルミ夫人の冷蔵鞄』静書房、1946年2月。全国書誌番号:44031692。
- 『虫喰ひ算大会』力書房、1946年3月。全国書誌番号:48002350。
  - 『推理学校 虫喰い算大会』林髞・米田麟吉改稿増補（改訂版）、力書房、1950年10月。 NCID BA90342730。全国書誌番号:45013015。
  - 『推理学校 虫食い算大会』学生社、1969年2月。全国書誌番号:69003951。
  - 『推理学校 虫食い算大会』（新装版）学生社〈数のライブラリイ 10〉、1977年10月。全国書誌番号:77018986。
- 『家庭電気器具の故障と修理』力書房〈おはなし電気工学文庫 2〉、1946年4月。全国書誌番号:46019442。
- 『十八時の音楽浴』自由出版、1946年6月。全国書誌番号:21313106。
- 『地球盗難』自由出版〈DS選書〉、1946年7月。全国書誌番号:46032004 全国書誌番号:61010061。
- 『すぐまにあふ電気学』力書房、1946年9月。
  - 『すぐまにあふ電気学』（再版）力書房、1947年3月。全国書誌番号:46019444。
  - 『すぐまにあふ電気学』（6版）力書房、1948年6月。全国書誌番号:45013695。
- 『地球発狂事件』労働文化社、1946年10月。 NCID BB05837843。全国書誌番号:21314204。
- 『爬虫館事件』富国出版社、1946年10月。全国書誌番号:21632756。
- 『家庭内の電気小工事』力書房〈おはなし電気工学文庫 1〉、1946年11月。 NCID BA5220330X。全国書誌番号:46019443。
- 『火星探険』開明社、1946年12月。 NCID BB05837821。全国書誌番号:21473172。
- 『振動魔』筑波書林、1946年12月。全国書誌番号:22150311。
- 『心臓が右にある男』浪速書房、1947年2月。全国書誌番号:21314197。
- 『怪盗女王蜂』高志書房、1947年3月。全国書誌番号:22150314。
- 『盗まれた脳髄』世界社、1947年4月。全国書誌番号:22150318。
- 『配電と電気工事の手引』力書房〈おはなし電気工学文庫 3〉、1947年4月。 NCID BA47142567。全国書誌番号:46018188。
- 『俘囚 其の他』雄鶏社〈推理小説叢書 7〉、1947年6月。全国書誌番号:46032002。
- 『お話ラジオ原理』ラジオ科学社、1947年8月。全国書誌番号:46018281。
- 『恐怖の口笛』ふじ書房、1947年9月。 NCID BB06006496。
- 『海底大陸』偕成社、1947年12月。 NCID BB06006601。全国書誌番号:23037123。
- 『ラジオ殺人事件』文人社書店、1947年。 NCID BB0410517X。
- 『宇宙探検』伊藤幾久造絵、偕成社、1948年3月。全国書誌番号:45017881。
- 『宇宙怪人』村上松次郎絵、開明社、1948年3月。全国書誌番号:45017880。
- 『地中魔』ポプラ社、1948年4月。全国書誌番号:22932648。
- 『電気のはなし』山川惣治絵、家の光協会〈家の光少年少女文庫〉、1948年4月。全国書誌番号:45018710。
- 『海底都市』日本正学館、1948年6月。全国書誌番号:45017864。
- 『地球盗難』伊藤幾久造絵、偕成社、1948年6月。全国書誌番号:45017876。
- 『地球人最後の冐険』高志書房、1948年6月。全国書誌番号:22932634。
- 『月光の怪人』小松崎茂装幀・挿絵、青葉書房、1948年7月。全国書誌番号:45017857。
- 『月世界探検』飯塚羚児絵、至元社、1948年9月。全国書誌番号:45017858。
- 『大宇宙探検隊』ロッテ出版社、1948年11月。全国書誌番号:21958489。
- 『真空管入門』力書房〈おはなし電気工学文庫 4〉、1948年11月。全国書誌番号:45013694。
- 『魔の怪奇船』山川惣治絵、PHP出版、1948年12月。全国書誌番号:45017872。
- 『三十年後の世界』東光出版社、1948年12月。全国書誌番号:22932638。
- 『幽霊放送者』東書房、1948年。全国書誌番号:48004500。
- 『蠅男』自由出版、1948年。 NCID BB03857577。全国書誌番号:48008685。
- 『ふしぎ国探検』村上松次郎絵、日本放送出版協会、1949年1月。 NCID BA56774051。全国書誌番号:45017859。
- 『人造人間博士』霜野二一彦絵、八重垣書房、1949年1月。全国書誌番号:45017882。
- 『金属人間』伊藤幾久造絵、偕成社、1949年4月。全国書誌番号:45017870。
- 『海底魔城』伊藤幾久造絵、ポプラ社、1950年2月。全国書誌番号:45017862。
- 『火星魔』高志書房、1950年2月。全国書誌番号:45017868。
- 『深夜の市長』岩谷書店〈岩谷選書 15〉、1950年3月。全国書誌番号:21313137。
- 『美しき鬼』沢田重隆絵、ポプラ社、1950年。全国書誌番号:45017879。
- 『怪星ガン』伊藤幾久造絵、ポプラ社、1952年8月。全国書誌番号:45017860。
- 『少年探偵長』ポプラ社、1952年11月。 NCID BB14649764。全国書誌番号:21617173。
- 『透明人間』山王書房〈さくら文庫〉、1952年。全国書誌番号:45042115。
- 『怪塔王』ポプラ社、1953年3月。全国書誌番号:21616634。
- 『大空魔艦』ポプラ社、1953年7月。全国書誌番号:45017856。
- 『地球盗難』伊藤幾久造絵、ポプラ社、1953年8月。全国書誌番号:45017877。
- 『海底大陸』久富金之絵、ポプラ社、1953年9月。全国書誌番号:45017863。
- 『金属人間』有安隆絵、ポプラ社、1954年7月。全国書誌番号:45017871。
- 『太平洋魔城』ポプラ社、1954年7月。全国書誌番号:22222143。
- 『三十年後の世界』渡辺鳩太郎絵、東光出版社、1954年10月。全国書誌番号:45017874。
- 『爆薬の花篭』東光出版社、1954年11月。全国書誌番号:45017855。
- 『怪星ガン』弦牧男絵、東光出版社、1954年11月。全国書誌番号:45017861。
- 『怪鳥艇』伊藤幾久造絵、東光出版社、1954年11月。全国書誌番号:45017867。
- 『少年探偵長』伊藤幾久造絵、東光出版社、1954年。全国書誌番号:45017875。
- 『超人間X号』荻山春雄絵、ポプラ社、1954年。全国書誌番号:45017878。
- 『火星探検』北田卓史絵、ポプラ社、1955年。全国書誌番号:45017869。
- 『恐怖の口笛』斎藤寿夫絵、ポプラ社〈日本名探偵文庫 10〉、1955年12月。全国書誌番号:45037204。
- 『海底都市』北田卓史絵、ポプラ社、1956年1月。全国書誌番号:45017865。
- 『恐怖の花篭』有安隆絵、ポプラ社〈日本名探偵文庫 13〉、1956年3月。全国書誌番号:45037207。
- 『深夜の市長』江戸川乱歩・大下宇陀児監修、ポプラ社〈日本名探偵文庫〉、1956年7月。全国書誌番号:21492932。
- 『大金塊の謎』斎藤寿夫絵、ポプラ社〈日本名探偵文庫 18〉、1956年10月。全国書誌番号:45037212。
- 『悪魔の使者』斎藤寿夫絵、ポプラ社〈日本名探偵文庫 22〉、1957年3月。全国書誌番号:45037215。
- 『少年探偵長』中村猛男絵、ポプラ社〈少年探偵 3〉、1960年。全国書誌番号:45038217。
- 『美しき鬼』岩井泰三絵、ポプラ社〈少年探偵小説全集 6〉、1961年。全国書誌番号:45038220。
- 『十八時の音楽浴』早川書房〈ハヤカワ・SF・シリーズ〉、1965年9月。全国書誌番号:65010814。
- 『謎の金属人間』山内秀一絵、ポプラ社〈名探偵シリーズ 4〉、1967年。全国書誌番号:45036974。
- 『少年探偵長』山内秀一絵、ポプラ社〈名探偵シリーズ 6〉、1967年。全国書誌番号:45036976。
- 『美しき鬼』沢田重隆絵、ポプラ社〈名探偵シリーズ 9〉、1967年。全国書誌番号:45036979。
- 『超人間X号』山内秀一絵、ポプラ社〈名探偵シリーズ 12〉、1967年。全国書誌番号:45036982。
- 『ロボット博士』山内秀一絵、ポプラ社〈SFシリーズ 1〉、1971年。全国書誌番号:45003760。
- 『謎の金属人間』山内秀一絵、ポプラ社〈SFシリーズ 2〉、1971年。全国書誌番号:45002975。
- 橋本哲男 編『海野十三敗戦日記』講談社、1971年7月。全国書誌番号:75027189。
  - 橋本哲男 編『海野十三敗戦日記』中央公論新社〈中公文庫〉、2005年7月。ISBN 9784122045613。 NCID BA73107111。全国書誌番号:20854266。
- 『地球盗難』桃源社、1971年4月。全国書誌番号:75072681。
- 『怪星ガン』岩井泰三絵、ポプラ社〈SFシリーズ 3〉、1972年。全国書誌番号:45001976。
- 『地球盗難』岩井泰三絵、ポプラ社〈SFシリーズ 4〉、1972年2月。全国書誌番号:45002779。
- 『火星探検』岩井泰三絵、ポプラ社〈SFシリーズ 6〉、1972年。全国書誌番号:45002029。
- 『怪塔王』ポプラ社〈SFシリーズ 9〉、1972年6月。全国書誌番号:45001987。
- 『美しき鬼』岩井泰三絵、ポプラ社〈SFシリーズ 10〉、1972年7月。全国書誌番号:45001777。
- 『蠅男』広済堂出版〈Kosaido blue books〉、1973年10月。 NCID BA88568242。全国書誌番号:75072844。
- 『浮かぶ飛行島』講談社〈少年倶楽部文庫〉、1975年10月。 NCID BN09126772。全国書誌番号:75073783。
- 『十八時の音楽浴』早川書房〈ハヤカワ文庫〉、1976年1月。全国書誌番号:75074533。
- 『太平洋魔城』講談社〈少年倶楽部文庫〉、1976年7月。 NCID BA73602347。全国書誌番号:75076872。
- 『地球盗難』桃源社、1976年7月。 NCID BA88569096。全国書誌番号:75084139。
- 『蠅男』講談社〈大衆文学館〉、1996年2月。ISBN 9784062620352。 NCID BN15448649。全国書誌番号:96049687。
- 『赤外線男 他6編』春陽堂書店〈春陽文庫〉、1996年4月。ISBN 9784394389019。 NCID BA69428905。全国書誌番号:96056435。
- 『深夜の市長』講談社〈大衆文学館〉、1997年4月。ISBN 9784062620765。 NCID BA40278786。全国書誌番号:97076101。
- 『赤道南下』中央公論新社〈中公文庫〉、2003年7月。ISBN 9784122042339。 NCID BA63124158。全国書誌番号:20455485。
- 『海底大陸』真珠書院〈パール文庫〉、2013年6月。ISBN 9784880096018。全国書誌番号:22252285。
- 日下三蔵 編『獏鸚 名探偵帆村荘六の事件簿』東京創元社〈創元推理文庫〉、2015年7月。ISBN 9784488446116。 NCID BB19084335。全国書誌番号:22605111。
- 日下三蔵 編『火葬国風景』東京創元社〈創元推理文庫〉、2015年9月。ISBN 9784488446123。 NCID BB19492648。全国書誌番号:22623327。
- 日下三蔵 編『深夜の市長』東京創元社〈創元推理文庫〉、2016年11月。ISBN 9784488446147。 NCID BB23237983。全国書誌番号:22817084。
- 『海底大陸』河出書房新社、2018年10月。ISBN 9784309027456。 NCID BB28674216。全国書誌番号:23131592。

### 翻訳
- ジュール・ヴェルヌ『海底の旅行』大日本雄弁会講談社〈世界名作物語〉、1942年4月。全国書誌番号:20510687 全国書誌番号:47036146。
- アーサー・コナン・ドイル『まだらの紐』偕成社、1947年10月。全国書誌番号:46032312。
- ハーバート・ジョージ・ウェルズ『透明人間』荻山春雄絵、ポプラ社〈世界名作探偵文庫〉、1957年5月。全国書誌番号:45029739。
- G・K・チェスタトン『影なき男』荻山春雄絵、ポプラ社〈世界名作探偵文庫〉、1957年。全国書誌番号:45029716。
- ハーバート・ジョージ・ウェルズ『透明人間』山内秀一絵、ポプラ社〈世界推理小説文庫 2〉、1962年。全国書誌番号:45030568。
- G・K・チェスタトン『名探偵ブラウン』ポプラ社〈世界推理小説文庫 15〉、1963年8月。全国書誌番号:45030581。
- ジュール・ヴェルヌ『海底旅行』ポプラ社〈世界の名作 10〉、1968年3月。全国書誌番号:45030199。
- G・K・チェスタトン『影なき怪盗 名探偵ブラウン』山内秀一絵、ポプラ社〈世界名探偵シリーズ 9〉、1973年。 NCID BA65078914。全国書誌番号:45005785。
- ハーバート・ジョージ・ウェルズ『透明人間』ポプラ社〈ポプラ社文庫〉、1982年7月。全国書誌番号:82054760。

### 作品集
- 「海野十三篇」『短篇集（渡辺啓助・海野十三）』春陽堂書店〈日本探偵小説全集〉、1954年8月。 NCID BA90874682。全国書誌番号:54010826。
  - 収録：爬虫館事件, 振動魔, 三人の双生児
- 「海野十三集」『大衆文学大系 25（横溝正史・海野十三・小栗虫太郎・木々高太郎）』講談社、1973年5月。 NCID BN09887484。全国書誌番号:75009895。
  - 収録：蠅男, 俘囚, 振動魔, 三人の双生児
- 『日本児童文学大系 29（南洋一郎・江戸川乱歩・海野十三）』ほるぷ出版、1977年11月。 NCID BN04109197。全国書誌番号:78013392。
  - 収録：浮かぶ飛行島
- 徳島の小説編集委員会 編『徳島の小説 郷土出身作家選集』徳島市立図書館〈徳島市民双書 18〉、1984年1月。全国書誌番号:84038051。
  - 収録：赤外線男
- 会津信吾 編『海野十三集』三一書房〈少年小説大系 第9巻〉、1987年2月。 NCID BN00889764。
  - 収録：怪塔王, 人造人間 (ロボット) 博士, 宇宙戦隊, 大宇宙遠征隊, 二、〇〇〇年戦争, 謎の透明世界 四次元漂流, 地底戦車の怪人, 電気鳩, 空襲警報
- 『海野十三集』リブリオ出版〈くらしっくミステリーワールド 8〉、1997年2月。ISBN 9784897845005。 NCID BA3884746X。全国書誌番号:98051343。
  - 収録：俘囚, 振動魔, 三人の双生児, 解説（中島河太郎）
- 日下三蔵 編『海野十三集 三人の双生児』筑摩書房〈ちくま文庫 怪奇探偵小説傑作選 5〉、2001年6月。ISBN 9784480036452。 NCID BA52380484。全国書誌番号:20167967。
  - 収録：電気風呂の怪死事件, 階段, 恐しき通夜, 振動魔, 爬虫館事件, 赤外線男, 点眼器殺人事件, 俘囚, 人間灰, 顔, 蠅, 不思議なる空間断層, 盲光線事件, 生きている腸, 三人の双生児
- 長山靖生 編『海野十三戦争小説傑作集』中央公論新社〈中公文庫〉、2001年6月。ISBN 9784122043961。 NCID BA68010677。全国書誌番号:20657354。
  - 収録：空襲下の国境線, 東京要塞, 若き電信兵の最後, のろのろ砲弾の驚異, アドバルーンの秘密, 独本土上陸作戦, 今昔ばなし抱合兵団, 探偵西へ飛ぶ, 撃滅, 防空都市未来記, 諜報中継局

#### 傑作集（桃源社）
- 『海野十三傑作集』 1巻、桃源社、1970年11月。 NCID BA70045029。全国書誌番号:75022780。
  - 収録：深夜の市長, 蠅男, 振動魔, 赤外線男, 三人の双生児, 解説（佃実夫）
- 『海野十三傑作集』 2巻、桃源社、1971年8月。 NCID BA88568763。全国書誌番号:75022781。
  - 収録：地球要塞, 太平洋魔城, 浮かぶ飛行島, 解説（佃実夫）
- 『海野十三傑作集』 3巻、桃源社、1971年9月。 NCID BB07861394。全国書誌番号:75022782。
  - 収録：火星兵団, 解説（佃実夫）

#### 海野十三集（桃源社）
- 『海野十三集』 1巻、桃源社〈火星兵団〉、1980年6月。 NCID BB04287816。全国書誌番号:80027029。
  - 収録：火星兵団
- 『海野十三集』 2巻、桃源社〈海底大陸〉、1980年7月。 NCID BA33306393。全国書誌番号:80029936。
  - 収録：海底大陸, 怪鳥艇, 地球盗難, 解説（瀬名尭彦）
- 『海野十三集』 3巻、桃源社〈地球要塞〉、1980年8月。 NCID BB04287929。全国書誌番号:80033606。
  - 収録：地球要塞, 太平洋魔城, 浮かぶ飛行島, 解説（佃実夫）
- 『海野十三集』 4巻、桃源社〈深夜の市長〉、1980年9月。 NCID BB04288069。全国書誌番号:80038184。
  - 収録：深夜の市長, 蠅男, 振動魔, 赤外線男, 三人の双生児, 解説（佃実夫）

#### 海野十三傑作選（沖積舎）
- 『海野十三傑作選』 1巻、沖積舎〈深夜の市長〉、2002年10月。ISBN 9784806065937。 NCID BA62650144。全国書誌番号:20342522。
  - 収録：深夜の市長, 蠅男, 振動魔, 赤外線男, 三人の双生児, 解説（佃実夫）
- 『海野十三傑作選』 2巻、沖積舎〈地球要塞〉、2002年11月。ISBN 9784806065944。 NCID BA62650188。全国書誌番号:20342520。
  - 収録：地球要塞, 太平洋魔城, 浮かぶ飛行島, 解説（佃実夫）
- 『海野十三傑作選』 3巻、沖積舎〈火星兵団〉、2002年11月。ISBN 9784806065951。 NCID BA62650213。全国書誌番号:20342519。
  - 収録：火星兵団

### 全集

#### 東光出版社
- 『海野十三全集』 7巻、東光出版社、1951年5月。全国書誌番号:45036769。
  - 収録：地球盗難, 大宇宙探険隊, 霊魂第十号の秘密, 三十年後の世界
- 『海野十三全集』 8巻、東光出版社、1951年6月。全国書誌番号:45036770。
  - 収録：怪星ガン, 恐竜島, 火星市民

#### 三一書房
- 『海野十三全集』 第1巻、三一書房〈遺言状放送〉、1990年10月。ISBN 9784380905407。 NCID BN05434626。全国書誌番号:91002234。
  - 収録：遺言状放送, 三角形の恐怖, 電気風呂の怪死事件, 壊れたバリコン, 空中墳墓, 白蛇の死, 赤耀館事件の真相, 電気看板の神経, 階段, 人造人間殺害事件, 国際殺人団の崩壊, 麻雀殺人事件, 省線電車の射撃手, ネオン横丁殺人事件, 振動魔, 恐しき通夜, 西湖の屍人, 遊星植民説, 殺人の涯, 空襲葬送曲, 解題（長山靖生）
- 『海野十三全集』 第2巻、三一書房〈俘囚〉。ISBN 9784380915383。 NCID BN05969816。全国書誌番号:91031508。
  - 収録：幸運の黒子, 夜泣き鉄骨, 爬虫館事件, 間諜座事件, キド効果, 赤外線男, 地獄街道, ゴールデン・バット事件, 柿色の紙風船, 蠅, 俘囚, 疑問の金塊, 恐怖の口笛, 三人の双生児, 或る宇宙塵の秘密, 地中魔, 鍵から抜け出した女, 蠅男, 解題（長山靖生）
- 『海野十三全集』 第3巻、三一書房〈深夜の市長〉、1988年6月。ISBN 9784380885389。 NCID BN02924414。全国書誌番号:88044335。
  - 収録：太平洋雷撃戦隊, 空襲下の日本, 人間灰, 獏鸚, 火葬国風景, 深夜の市長, 地球盗難, 解題（瀬名尭彦）
- 『海野十三全集』 第4巻、三一書房〈十八時の音楽浴〉、1989年7月。ISBN 9784380895388。 NCID BN03744098。全国書誌番号:89057368。
  - 収録：不思議なる空間断層, 流線間諜, 空襲警報, くろがね天狗, 棺桶の花嫁, 軍用鼠, 十八時の音楽浴, 電気鳩, 生きている腸, 海底大陸, 解題（瀬名尭彦）
- 『海野十三全集』 第5巻、三一書房〈浮かぶ飛行島〉、1989年4月。ISBN 9784380895395。 NCID BN0337300X。全国書誌番号:。
  - 収録：一九五〇年の殺人, 雷, 人造人間事件, ヒルミ夫人の冷蔵鞄, ○○獣, 東京要塞, 暗号数字, 地球を狙う者, 浮かぶ飛行島, 解題（瀬名尭彦）
- 『海野十三全集』 第6巻、三一書房〈太平洋魔城〉、1989年9月。ISBN 9784380895401。 NCID BN03884712。全国書誌番号:89062226。
  - 収録：宇宙女囚第一号, 空気男, 怪塔王, 人造人間エフ氏, 空中漂流一週間, 第四次元の男, 地底戦車の怪人, 太平洋魔城, 解題（瀬名尭彦）
- 『海野十三全集』 第7巻、三一書房〈地球要塞〉、1990年4月。ISBN 9784380905384。 NCID BN04737382。全国書誌番号:90033478。
  - 収録：地球要塞, 二、〇〇〇年戦争, 爆薬の花籠, 未来の地下戦車長, 見えざる敵, 軍用鮫, 特許多腕人間方式, 什器破壊業事件, 人造人間の秘密, 新学期行進曲, 氷河期の怪人, 鬼仏洞事件, 脳の中の麗人, 暗号音盤事件, 千年後の世界
- 『海野十三全集』 第8巻、三一書房〈火星兵団〉、1989年12月。ISBN 9784380895418。 NCID BN04275822。全国書誌番号:90014896。
  - 収録：崩れる鬼影, 月世界探険記, 第五氷河期, 火星兵団, 解題（会津信吾）
- 『海野十三全集』 第9巻、三一書房〈怪鳥艇〉、1988年10月。ISBN 9784380885396。 NCID BN02924618。全国書誌番号:89003704。
  - 収録：豆潜水艇の行方, 大空魔艦, 大宇宙遠征隊, 幽霊船の秘密, 怪鳥艇, 火薬船, 解題（会津信吾）
- 『海野十三全集』 第10巻、三一書房〈宇宙戦隊〉、1991年5月。ISBN 9784380915390。 NCID BN06301300。全国書誌番号:91047205。
  - 収録：のろのろ砲弾の驚異, 人造人間戦車の機密, 独本土上陸作戦, 今昔ばなし抱合兵団, 毒瓦斯発明官, 戦時旅行鞄, 大使館の始末機関, 時限爆弾奇譚, 地軸作戦, 不沈軍艦の見本, 共軛回転弾, 栗水兵戦記（抄）, 宇宙尖兵, 火山島要塞（抄）, 宇宙戦隊, 諜報中継局, 英本土上陸戦の前夜, 沈没男, もくねじ, 解題（瀬名尭彦）
- 『海野十三全集』 第11巻、三一書房〈四次元漂流〉、1988年12月。 NCID BN02924684。全国書誌番号:89017074。
  - 収録：地球発狂事件, 大脳手術, 火星探険, 四次元漂流, 宇宙の迷子, 洪水大陸を呑む, 密林荘事件, 地獄の使者, 千早館の迷路, 時計屋敷の秘密, 解題（瀬名尭彦）
- 『海野十三全集』 第12巻、三一書房〈超人間X号〉、1990年8月。ISBN 9784380905391。 NCID BN05173169。全国書誌番号:91045790。
  - 収録：雪魔, 骸骨館, 霊魂第十号の秘密, 一坪館, ふしぎ国探検, 金属人間, 恐竜島, 奇賊は支払う, 心臓盗難, 奇賊悲願, 暗号の役割, すり替え怪画, 超人間X号, 解題（池田憲章）
- 『海野十三全集』 第13巻、三一書房〈少年探偵長〉、1992年2月。ISBN 9784380925382。 NCID BN07299113。全国書誌番号:92026792。
  - 収録：海底都市, 透明猫, 恐竜艇の冒険, 予報省告示, 三十年後の東京, 三十年後の世界, 鞄らしくない鞄, 怪星ガン, 断層顔, 少年探偵長, 解題（瀬名尭彦）
- 『海野十三全集』 別巻1、三一書房〈評論・ノンフィクション〉、1991年10月。ISBN 9784380915406。 NCID BN06841658。全国書誌番号:92005630。
  - 収録：評論・ノンフィクション
- 『海野十三全集』 別巻2、三一書房〈日記・書簡・雑纂〉、1993年1月。ISBN 9784380935381。 NCID BN08603570。全国書誌番号:93024930。
  - 収録：日記・書簡・雑纂, 海野十三年譜

## 作品リスト

### 少年小説

#### 長編
- 浮かぶ飛行島（『少年倶楽部』 1938年1月-12月）
- 怪塔王（『東日小学生新聞』 1938年4月8日-12月4日）
- 太平洋魔城（『少年倶楽部』 1939年1月-12月）
- 火星兵団（『東日小学生新聞』 1939年9月24日-1940年12月30日)
- 怪鳥艇（『少年倶楽部』 1940年1月-12月）
- 地球要塞（『譚海』 1940年8月-1941年2月）

#### 短編
- ◯◯獣（『ラジオ子供のテキスト』 1937年9月）
- 機械化科学小説『電気の池』 1941年 国防科学雑誌『機械化 (雑誌)』 11月臨時増刊号

### 一般

#### 一般もの
- 電気風呂の怪死事件（『新青年』 1928年4月）
- 空襲下の日本（『日の出』付録「国難来る！日本はどうなるか」1933年4月）
- 三人の双生児（『新青年』 1934年9,10月）
- 深夜の市長（『新青年』 1936年2月-6月、装幀・吉田貫三郎）
- 地球盗難（『ラジオ科学』 1936年）
- 十八時の音楽浴（『モダン日本』 1937年4月増刊号）
- 海底大陸
- 大空魔艦
- 第五氷河期
- 地球発狂事件

#### 帆村荘六もの
- 麻雀殺人事件（『新青年』1931年5月号）
- 省線電車の射撃手（『新青年』1931年10月号）
- ネオン横丁殺人事件（『アサヒグラフ』1931年10月号）
- 振動魔（『新青年』1931年11月号ほか） - 掲載誌によっては帆村荘六が登場しない別ヴァージョンあり[21] 。
- 人間灰（『新青年』1931年12月号）
- 西湖の屍人（『新青年』1932年4月号）
- 爬虫館事件（『新青年』1932年10月号）
- 盗まれた脳髄（『雄弁』1933年4～5月号）
- 赤外線男（『新青年』1933年5月号）
- 地中魔（『少年倶楽部』1933年7月～12月号）
- 崩れる鬼影（『科学の日本』1933年7月～12月号）
- ゴールデン・バット事件（『新青年』1933年10月号）
- 柿色の紙風船（『新青年』1934年2月号）
- 点眼器殺人事件（『講談倶楽部』1934年2または3月号） - 密室と特異な殺人トリックを江戸川乱歩が紹介[22]。
- 蝿（『ぷろふいる』1934年2月～9月号）
- 俘囚（『新青年』1934年6月号） - 長編『蠅男』の元となった原型の短編。
- 人間灰（『新青年』1934年12月号）
- 流線間諜（『つはもの』1934年～1935年頃）
- 獏鸚（『新青年』1935年5月号）
- 人造人間事件（『オール読物』1936年12月号）
- 蠅男（『講談雑誌』1937年1月～10月号）
- 東京要塞（『サンデー毎日』1938年1月）
- 暗号数字（『現代』1938年3月号）
- 街の探偵（『シュピオ』1938年4月号）
- 怪塔王（『東日本小学生新聞』4月8日～12月4日）
- 人造人間エフ氏（『ラヂオ子供のテキスト』1939年1月～12月号）
- 什器破壊業事件（『大洋』1939年9月号）
- 爆薬の花籠（『少女倶楽部』1940年6月～1941年6月号）
- 鬼仏洞事件（『講談雑誌』1941年6月号）
- 宇宙戦隊（『海軍』1944年5月～1945年3月）
- 鞄らしくない鞄（1947年6月）
- 千早館の迷路（『ロック増刊 探偵小説傑作選』1947年8月）
- 断層顔（『探偵よみもの』1947年10月号）
- 地獄の使者（『自警』1947年1月～1948年1月）
- 怪星ガン（『冒険少年』1948年1月～1949年3月）

#### 金博士シリーズ
- のろのろ砲弾の驚異
- 人造人間戦車の機密
- 独本土上陸作戦
- 今昔ばなし抱合兵団
- 毒瓦斯発明官
- 戦時旅行鞄
- 大使館の始末機関
- 時限爆弾綺譚
- 地軸作戦
- 不沈軍艦の見本
- 共軛回転弾

#### 烏啼天駆シリーズ
- 奇賊は支払う
- 心臓盗難
- いもり館
- 奇賊悲願
- 鞄らしくない鞄
- 暗号の役割
- 剥製動物異変
- すり替え怪画

### 合作
- 風間光枝探偵日記 - 木々高太郎、大下宇陀児との共同による連作。単に同じキャラクターを使っての競作ではなく、各話には繋がりがある[注釈 4]。

### ノンフィクション
- 赤道南下
- ペンで征く
- 南の凱歌
- 軍艦旗の下に
- 海野十三敗戦日記
- 麻雀の遊び方
- おはなし電気学
- 虫喰い算大会
- 私たちの面白い科学
- 僕らのラジオ

### 映画化作品
- 東京要塞（日活多摩川が映画化、1938年3月15日に封切り。）

## 海外への翻訳

### 中国本土（簡化字）
- 三个人的双胞胎 （2009年12月，吉林出版集团有限责任公司）
  - 電気風呂の怪死事件、爬虫館事件、省線電車の射撃手、人間灰、振動魔、俘囚、不思議なる空間断層、時計屋敷の秘密、三人の双生児
- 地狱使者 （2010年1月，吉林出版集团有限责任公司）
  - ネオン横丁殺人事件、爆薬の花籠、地獄の使者、火葬国風景、十八時の音楽浴
- 蝇男 （2010年9月，吉林出版集团有限责任公司）
  - 恐怖の口笛、棺桶の花嫁、蠅男
- 深夜市长 （2011年4月，吉林出版集团有限责任公司）
  - 生きている腸、骸骨館、雷、階段、恐しき通夜、深夜の市長、暗号音盤事件、疑問の金塊

### 英語
- Science:Hopes & Fears [Volume 1:Selected Stories]（2018年1月，Kindle ダイレクト・パブリッシング）
  - 遊星植民説、千年後の世界、第四次元の男、不思議なる空間断層、生きている腸
- Science:Hopes & Fears [Volume 2:Eighteen O'Clock Music Bath]（2018年2月，Kindle ダイレクト・パブリッシング）
  - 十八時の音楽浴

### スペイン語
- El secreto del alma número diez (2018年7月，Tanuki）霊魂第十号の秘密